# 冯·诺伊曼环形山

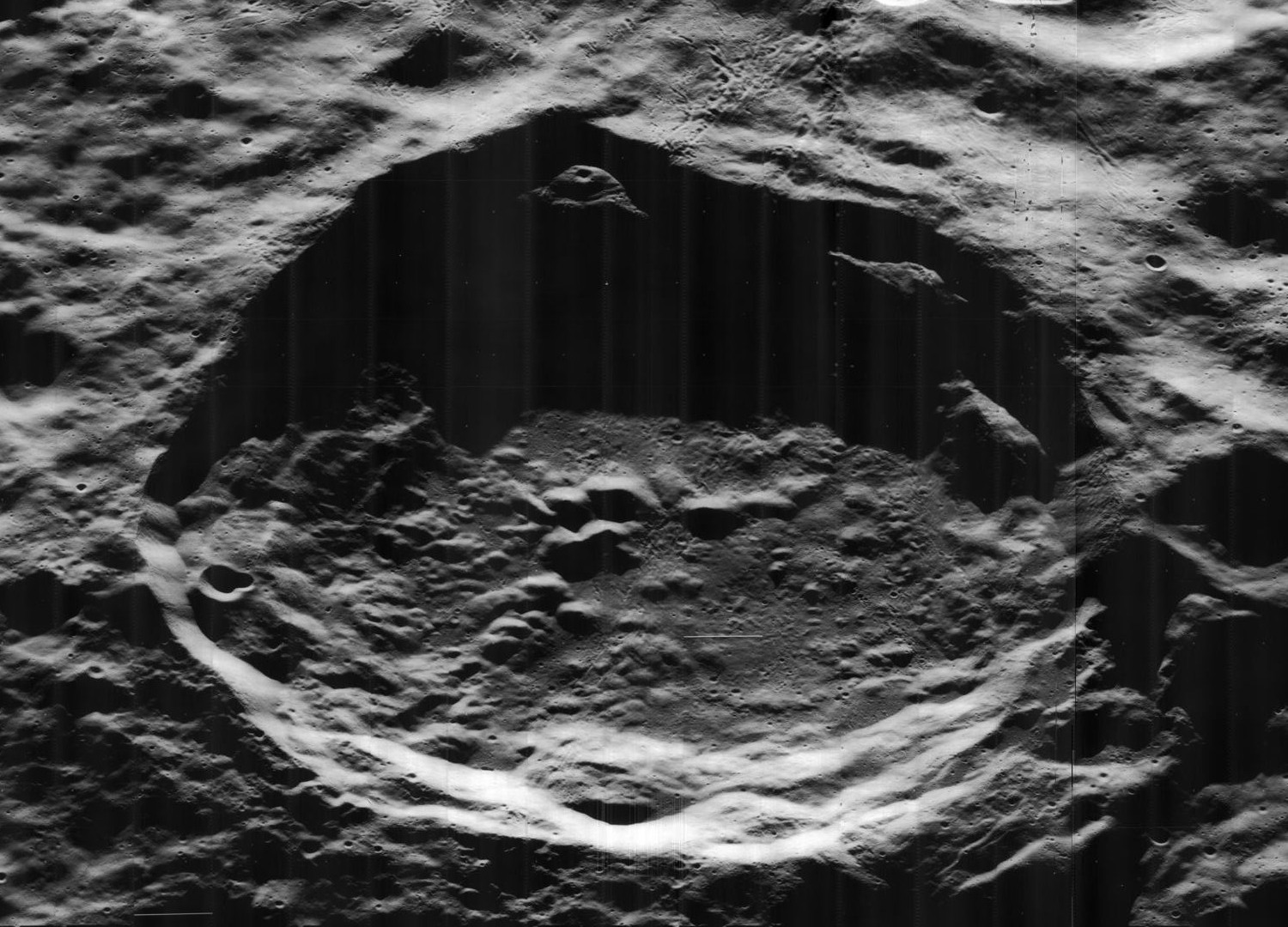
月球轨道器5号拍摄的斜视图

冯·诺伊曼环形山（Von Neumann）是位于月球背面北半部的一座大撞击坑，约形成于38-32亿年前的晚雨海世，其名称取自二十世纪匈牙利裔美籍犹太数学家约翰·冯·诺伊曼（1903年－1957年），1970年被国际天文学联合会批准接受。

## 描述
该陨坑东侧毗邻维纳环形山、西北偏北靠近坎贝尔环形山、东北部分切入莱伊环形山的西南壁，南面和西南分别坐落了阿普尔顿环形山和尼古拉耶夫陨石坑。该陨坑中心月面坐标为40°24′N 153°12′E / 40.4°N 153.2°E，直径74.8公里，深度约2.8公里。
冯·诺伊曼环形山外观呈不规则多边形状，西侧略为外凸，坑壁几乎未受到明显的侵蚀，边沿尖峭清晰，西南侧较为平直。宽阔的内壁各部分缓陡不一，且带有多重阶地状结构，其中南侧内壁最为平缓宽阔，而靠近坎贝尔环形山的西北侧则相对陡峭，坡底显示有坍塌堆积的痕迹。环形山坑壁高出凹凸崎岖的周边地形1340米，内部容积约有5600立方千米。坑内除东西二侧各有一处较平坦的区域外，大部分地表均崎岖不平，但坑底并没有较醒目的撞击坑，从北侧到东南侧内壁延伸着一道由含85-90%斜长石的辉长-苏长-橄长斜长岩（GNTA1）组成的山脊。

## 另请参阅
- Andersson, L. E.; Whitaker, E. A. . NASA RP-1097. 1982.
- Blue, Jennifer. . USGS. July 25, 2007  [2007-08-05]. （原始内容存档于2015-05-26）.
- Bussey, B.; Spudis, P. . New York: Cambridge University Press. 2004. ISBN 978-0-521-81528-4.
- Cocks, Elijah E.; Cocks, Josiah C. . Tudor Publishers. 1995. ISBN 978-0-936389-27-1.
- McDowell, Jonathan. . Jonathan's Space Report. July 15, 2007  [2007-10-24]. （原始内容存档于2015-01-12）.
- Menzel, D. H.; Minnaert, M.; Levin, B.; Dollfus, A.; Bell, B. . Space Science Reviews. 1971, 12 (2): 136–186. Bibcode:1971SSRv...12..136M. doi:10.1007/BF00171763.
- Moore, Patrick. . Sterling Publishing Co. 2001. ISBN 978-0-304-35469-6.
- Price, Fred W. . Cambridge University Press. 1988. ISBN 978-0-521-33500-3.
- Rükl, Antonín. . Kalmbach Books. 1990. ISBN 978-0-913135-17-4.
- Webb, Rev. T. W.  6th revised. Dover. 1962. ISBN 978-0-486-20917-3.
- Whitaker, Ewen A. . Cambridge University Press. 1999. ISBN 978-0-521-62248-6.
- Wlasuk, Peter T. . Springer. 2000. ISBN 978-1-85233-193-1.